# جونجی ایتو
جونجی ایتو (ژاپنی: 伊藤 潤二 هپبورن: Itō Junji, زادهٔ ۳۱ ژوئیهٔ ۱۹۶۳) نویسنده، طراحِ مدادی، و مانگاکای ژانر وحشت ژاپنی اهل استان گیفو، ژاپن است. برخی از برجسته‌ترین آثار او عبارتند از: تومیئه، مجموعه سریالی که داستان یک دختر جاودانه را روایت می‌کند که طرفداران خود را به جنون می‌کشاند؛ اوزوماکی، مجموعه‌ای سه جلدی دربارهٔ شهری خیالی که درگیر نفرینی فراطبیعی دربرگیرنده مارپیچ‌ها شده‌است؛ و گیو، داستانی دو جلدی که در آن ماهی‌ها توسط باکتری‌هایی دارای ادراک به نام «بوی بد مرگ» کنترل می شوند.